# 蟲紋雙鰭電鰩
蟲紋雙鰭電鰩（學名：Narcine vermiculata），又稱蟲紋雙鰭電鱝，為軟骨魚綱電鰩目雙鰭電鰩科雙鰭電鰩屬的一種，分布於中太平洋東部加利福尼亞灣至巴拿馬海域，深度10至60公尺，本魚頭部、軀幹和胸鰭連成一體，形成一厚且光滑之橢圓體盤，寬度與長度大致相同，和尾鰭分開，兩側各具一縱走之皮褶，眼睛很小，噴水孔後緣光滑無乳突，口小，唇厚，吻略尖，具強大之唇軟骨。齒細小且尖，背鰭2個，第二背鰭通常比第一背鰭稍大，尾鰭有稜角，身體背部紅棕色，散布淡褐色的蟲狀斑紋，頭至胸鰭間有發電器官，體長可達60公分，棲息在沙泥底質海域，為夜行性底棲性魚類，屬肉食性，體內的發電器官，可能用來防禦或捕食，生活習性不明。